# Namn på stora tal
Det finns många mer eller mindre etablerade namn på stora tal. Ju större tal det rör sig om desto vanligare är det i allmänhet att uttrycka dem med hjälp av tiopotenser eller andra exponentialformer.

## Namn och ordbildning på svenska (långa skalan)
För mycket stora tal används i svenskan, liksom i de flesta övriga europeiska språken, en princip som innebär att namn på stora tal bildas med ett latinskt prefix, samt efterleden -iljon eller -iljard. Principen för de namn som avslutas med -iljon är att det latinska prefixet anger vad en miljon ska upphöjas till. För de räkneord som avslutas med -iljard går 1 000 n-iljoner på en n-iljard. En biljon blir alltså (1 000 000)2 och biljard blir 1 000 × (1 000 000)2 och en triljon (1 000 000)3 och triljard blir 1 000 × (1 000 000)3 och så vidare. För räkneord som representerar ett tal högre än en kvadriljon, är det vanligare att använda tiopotenser – räkneord förekommer dock.
Alla tal nedan skrivs antingen i tiopotensform eller grundpotensform. 10n kan också skrivas ut som 1 följt av n nollor. Till exempel kan 109 skrivas ut som 1 000 000 000, 1012 som 1 000 000 000 000, och så vidare. Systemet nedan kan utökas godtyckligt långt med större och större latinska prefix, men orden triljard, kvadriljon och uppåt förekommer sällan i text. I de beräkningar där så stora tal som septiljon, septiljard eller liknande förekommer (till exempel vid uppskattningar av antalet atomer i universum) används i princip alltid grundpotensform.

## Namn och ordbildning på engelska (korta skalan)
I den engelskspråkiga världen används sedan länge den "korta" skalan i amerikansk engelska, och sedan 1974 officiellt även i brittisk engelska. Då samma namn i vissa fall betyder olika saker i "långa" respektive "korta" skalan finns uppenbar risk för missförstånd. Till exempel betyder billion på engelska "tusen miljoner", 109 eller 1 000 000 000, medan "biljon" på svenska betyder "en miljon miljoner", 1012 eller 1 000 000 000 000.
Tabellen nedan återger benämningarna i respektive skala upp till 1012. 
| Värde | Numeriskt skrivsätt | Kort skala | Kort skala  | Lång skala | Lång skala    |
| ----- | ------------------- | ---------- | ----------- | ---------- | ------------- |
| 10 0  | 1                   | ett        | 1 000 1 - 1 | ett        | 1 000 000 0,0 |
| 10 3  | 1 000               | tusen      | 1 000 1 + 0 | tusen      | 1 000 000 0,5 |
| 10 6  | 1 000 000           | miljon     | 1 000 1 + 1 | miljon     | 1 000 000 1,0 |
| 10 9  | 1 000 000 000       | biljon     | 1 000 1 + 2 | miljard    | 1 000 000 1,5 |
| 1012  | 1 000 000 000 000   | triljon    | 1 000 1 + 3 | biljon     | 1 000 000 2,0 |

## Lista över mycket stora tal (långa skalan)
| Namn              | 10n   | 1000n   | 1000000n   | SI-prefix |
| ----------------- | ----- | ------- | ---------- | --------- |
| Miljon            | 106   | 10002   | 10000001   | Mega      |
| Miljard           | 109   | 10003   |            | Giga      |
| Biljon            | 1012  | 10004   | 10000002   | Tera      |
| Biljard           | 1015  | 10005   |            | Peta      |
| Triljon           | 1018  | 10006   | 10000003   | Exa       |
| Triljard          | 1021  | 10007   |            | Zetta     |
| Kvadriljon        | 1024  | 10008   | 10000004   | Yotta     |
| Kvadriljard       | 1027  | 10009   |            | Ronna     |
| Kvintiljon        | 1030  | 100010  | 10000005   | Quetta    |
| Kvintiljard       | 1033  | 100011  |            |           |
| Sextiljon         | 1036  | 100012  | 10000006   |           |
| Sextiljard        | 1039  | 100013  |            |           |
| Septiljon         | 1042  | 100014  | 10000007   |           |
| Septiljard        | 1045  | 100015  |            |           |
| Oktiljon          | 1048  | 100016  | 10000008   |           |
| Oktiljard         | 1051  | 100017  |            |           |
| Noniljon          | 1054  | 100018  | 10000009   |           |
| Noniljard         | 1057  | 100019  |            |           |
| Deciljon          | 1060  | 100020  | 100000010  |           |
| Deciljard         | 1063  | 100021  |            |           |
| Undeciljon        | 1066  | 100022  | 100000011  |           |
| Undeciljard       | 1069  | 100023  |            |           |
| Duodeciljon       | 1072  | 100024  | 100000012  |           |
| Duodeciljard      | 1075  | 100025  |            |           |
| Tredeciljon       | 1078  | 100026  | 100000013  |           |
| Tredeciljard      | 1081  | 100027  |            |           |
| Quattuordeciljon  | 1084  | 100028  | 100000014  |           |
| Quattuordeciljard | 1087  | 100029  |            |           |
| Quindeciljon      | 1090  | 100030  | 100000015  |           |
| Quindeciljard     | 1093  | 100031  |            |           |
| Sexdeciljon       | 1096  | 100032  | 100000016  |           |
| Sexdeciljard      | 1099  | 100033  |            |           |
| Googol            | 10100 |         |            |           |
| Septendeciljon    | 10102 | 100034  | 100000017  |           |
| Septendeciljard   | 10105 | 100035  |            |           |
| Octodeciljon      | 10108 | 100036  | 100000018  |           |
| Octodeciljard     | 10111 | 100037  |            |           |
| Novemdeciljon     | 10114 | 100038  | 100000019  |           |
| Novemdeciljard    | 10117 | 100039  |            |           |
| Vigintiljon       | 10120 | 100040  | 100000020  |           |
| Vigintiljard      | 10123 | 100041  |            |           |
| Unvigintiljon     | 10126 | 100042  | 100000021  |           |
| Unvigintiljard    | 10129 | 100043  |            |           |
| Centiljon         | 10600 | 1000200 | 1000000100 |           |
| Centiljard        | 10603 | 1000201 |            |           |

Från och med deciljon finns ett algoritmiskt system för bildandet av större latinska prefix utarbetat av John Horton Conway och Allan Wechsler, och publicerat i The Book of Numbers av Conway och Richard Guy. Prefixen kan användas både i den långa och den korta skalan, men ger upphov till olika tiopotenser enligt ovan. Namnen byggs ihop av bitar från tabellen nedan, som representerar potenser av 106, 1060 och 10600. Stavningen av de latinska prefixen har standardmässigt försvenskats något, till exempel genom att Q blir K.
|   | 1-tal      | 10-tal            | 100-tal           |
| - | ---------- | ----------------- | ----------------- |
| 1 | un         | (n) deci          | (nx) centi        |
| 2 | duo        | (ms) viginti      | (n) ducenti       |
| 3 | tre (s*)   | (ns) triginta     | (ns) trecenti     |
| 4 | kvattuor   | (ns) kvadraginta  | (ns) kvadringenti |
| 5 | kvin       | (ns) kvinkvaginta | (ns) kvingenti    |
| 6 | se (sx)    | (n) sexaginta     | (n) sescenti      |
| 7 | septe (mn) | (n) septuaginta   | (n) septingenti   |
| 8 | okto       | (mx) oktoginta    | (mx) oktingenti   |
| 9 | nove (mn)  | nonaginta         | nongenti          |

Tillvägagångssättet vid ordbildningen för en valfri tiopotens (upp till 105999) är:
1. Heltalsdividera exponenten med 6.
  - Om resten är 0, 1 eller 2, sätt en, tio eller hundra (respektive) före själva namnet.
  - Om resten är 3, 4 eller 5, byt ut suffixet -iljon mot -iljard i slutet, och sätt en, tio eller hundra (respektive) före själva namnet.
2. Om kvoten är mindre än 10, använd standardnamnen från miljon till noniljard från den föregående tabellen. Om kvoten ≥ 10, fortsätt.
3. Bryt upp kvoten i ental tiotal och hundratal, och leta upp de rätta segmenten i tabellen.
4. Sätt ihop segmenten. Foga in en extra bokstav om någon av bokstäverna inom parentes efter ett led matchar en bokstav inom parentes före nästa. Ex: se(sx) + (mx)oktoginta = sexoktoginta, eftersom x:en matchar. Se(sx) + (ms)viginti = Sesviginti.
  - För specialfallet tre- ska ett 's' fogas in om det matchar mot antingen ett 's' eller ett 'x'.
5. Ta bort den avslutande vokalen.
6. Lägg på -iljon (eller -iljard, enligt punkt 1.2). Klart.

## Särskilda stora tal
Tal med namn som bildats på ett annat sätt än de ovanstående, och har inga motsvarigheter eller rötter i grekiska eller latin.

### Googol och dess utvidgningar
En googol är 10100, det vill säga produkten av 100 stycken tior. Termen introducerades av Milton Sirotta, en då nioårig brorson till matematikern Edward Kasner. Namnet på Internetföretaget Google är en avsiktlig förvanskning av just googol.
En googolplex är tio upphöjt till en googol, det vill säga 10googol = 1010100.
En googolplexian är tio upphöjt till en googolplex, det vill säga 10googolplex = {\displaystyle 10^{10^{10^{100}}}}.
En googoltriplex (även kallat googolplexplexplex, googolplusplexplus, googolplexianite och gargantugoogolplex) är talet tio upphöjt till en googolplexian, det vill säga {\displaystyle 10^{10^{10^{10^{100}}}}}.
Antalet elementarpartiklar i hela universum har uppskattats till cirka 1080 stycken, det vill säga omkring hundra triljoner gånger färre än en googol.

### Grahams tal
Grahams tal (efter Ronald Graham) är ett stort tal som ofta beskrivs som det största ändliga tal som någonsin har använts seriöst i ett matematiskt bevis. Talet finns även omnämnt i Guinness rekordbok. 
Grahams tal är mycket större än en googol eller en googolplex, till och med större än andra mycket stora tal som Skewes tal och Mosers tal. Talet är så stort att det praktiskt taget inte ens går att uttrycka det med potenser.

## Räkneord i populärkultur
Svenska ord för att, i Kalle Ankas universum, beskriva Joakim von Ankas förmögenhet är ord som fantastiljon, massviljard, oktaviljon, kvantiljon, kvadribiljard och multimilliplurijon.
Andra svenska ord för stora - men odefinierade - tal är ziljard, "femtioelva" eller "sjuttioelva".
Ordet myriad används numera oftast som synonym för "oräkneligt stort" men betydde tidigare 10 000.